# Panhard & Levassor Type X28
Der Panhard & Levassor Type X28 ist ein Pkw-Modell der 1910er Jahre. Hersteller war Panhard & Levassor in Frankreich.

## Beschreibung
Die Fahrzeuge haben einen ventillosen Schiebermotor nach einer Lizenz von Charles Yale Knight. Im Motorcode „SK4E2“ steht das „K“ für Knight und die „4“ für die Anzahl der Zylinder.
Der Vierzylinder-Reihenmotor hat 85 mm Bohrung, 140 mm Hub und 3178 cm³ Hubraum. Er wurde auch 16 CV genannt. Besonderheit ist eine „Flector“ genannte Art der Kraftübertragung des Frontmotors zur Hinterachse, bei der elastische Gummielemente die üblichen Gelenke einer Kardanwelle ersetzen.
Der Radstand beträgt maximal 337 cm, wobei zwei Quellen genau 327 cm angeben. Bekannt sind Limousinen.
Im einzigen Produktionsjahr 1916 entstanden zwei Fahrzeuge. Ein Export fand nicht statt. Im Oktober 1919 stand ein Fahrzeug auf dem Pariser Autosalon.